# Albert Dexters
Pierre Gilbert Albert Dexters (Sint-Joost-ten-Node, 21 december 1905 - Eisden, 19 april 1981) was een Belgisch arts en politicus voor het Katholiek Verbond van België en vervolgens de CVP.

## Levensloop
Dexters promoveerde tot doctor in de geneeskunde (1930) aan de Katholieke Universiteit Leuven en behaalde in 1931 een bijzonder diploma verloskunde in Parijs. Hij vestigde zich in de mijngemeente Eisden en bestudeerde voornamelijk de beroepsziekten bij mijnwerkers.
Hij werd gemeenteraadslid (1933), schepen (1947) en burgemeester (1948-1964) van Eisden. Hij werd ook provincieraadslid (1936-1939). Van 1977 tot 1980 was hij de derde burgemeester van Maasmechelen, de fusiegemeente waar Eisden sinds 1971 in opgegaan was. In 1939 werd hij verkozen tot katholiek volksvertegenwoordiger voor het kiesarrondissement Tongeren-Maaseik en vervulde dit mandaat tot in 1961.
Van 1937 tot 1939 was hij ondervoorzitter van het  Belgische Rode Kruis, afdeling Eisden. Tijdens de Tweede Wereldoorlog was hij arts-directeur van het Dispensarium van Teringbestrijders, bedrijfsarts bij de dienst 'Ongevallen en Aanwervingskeuringen van de Koolmijn Limburg-Maas' en behandelde hij ook de Russische krijgsgevangenen, die in het Russisch kamp bij de mijn van Eisden verbleven en daar dwangarbeid verrichtten. De Duitse bezetter ontsloeg hem echter, omdat hij voor hen te tegemoetkomend geweest zou zijn.